# Haji Saleh
Haji Saleh (ook: Haji Salah, Haji Salax, Xaaji Saalax, Bilciljabe, Bililjabe, Bilcijabe) is een dorp in het District Oodweyne, regio Togdheer, in de niet-erkende staat Somaliland (en dus juridisch nog steeds gelegen in Somalië).
Het dorp wordt ook wel Bilciljabe genoemd en ligt aan de grens met Ethiopië in een steppe met prikkelstruiken en grasland, de zgn. Haud, 94 km ten zuiden van de districtshoofdstad Oodweyne. In het dorp is een kleine hulppost voor gezondheidszorg voor moeders en kinderen (een zgn. MCH, Maternal and Child Health post).

Er ligt een aanzienlijk aantal berkads rond het dorp; deze zijn duidelijk te herkennen op luchtfoto's.